# Mieroża
Mieroża – pułapka na ryby i raki będąca odmianą żaka mająca tylko jedno skrzydło. Częścią łowną mieroży są komory, do których ryby wpływają przez rozpiętą na obręczach sieć, uniemożliwiające wycofywanie się złowionych ryb z wnętrza sieci.